# قمل العالي (فرع العدين)

تعديل مصدري - تعديل

قمل العالي محلة تابعة لقرية السهلة، التابعة لعزلة المزاحن بمديرية فرع العدين إحدى مديريات محافظة إب في الجمهورية اليمنية، بلغ تعداد سكانها 146 حسب تعداد اليمن لعام 2004.